# Mãolee
Henrique Paes Lima mais conhecido pelo nome artístico Mãolee, é um beatmaker e produtor musical brasileiro, que se destaca por ser associado ao rapper Filipe Ret e a gravadora Tudubom Records, sendo que gravaram diversas músicas juntos. Além disso, Mãolee produziu as músicas de diversos artistas como BK', MC Ingryd, Murica, L7NNON, Pocah, TZ da Coronel, entre outros.

## Biografia
Em 2009, Mãolee surgiu na cena do Hip Hop quando se uniu a Filipe Ret no álbum duo: Numa Margem Distante. A parceria entre os dois continuou firme em Vivaz (2012), Revel (2015), e Audaz (2018), discos posteriores de Ret, nos quais Mãolee também produziu diversas faixas. Nesse período, o beatmaker também produziu e criou músicas de outros artistas, como o remake do álbum “When Love is New”, do ídolo soul Billy Paul, uma série de remixes de MC Brinquedo e Péricles, além da nova faixa Diss que Te Ama, lançada pela banca Pineapple StormTV (criadores do Poesia Acústica), em parceria com Akira, Xamã, Kayuá e BK', que já atingiu aproximadamente 1,8 milhões de views no YouTube. Pode-se observar que a alma carioca dos instrumentais de Mãolee é influenciada por nomes como Tupac Shakur, J Dilla, Racionais MC’s, Dr. Dre, Marcelo D2, DJ Khaled, entre outros. Mãolee é considerado um empresário, DJ, beatmaker e produtor, sendo responsável por diversas produções de renome, principalmente nos discos Audaz, Vivaz e Revel de Filipe Ret. Desde 2017, Mãolee vem se lançando como artista solo, carreira essa que tem se estabelecido e feito dele um dos pioneiros desse movimento no rap nacional. No segundo semestre do ano passado, colocou nas ruas o disco Bendito, que logo de cara se tornou um dos grandes destaques da Tudubom Records.
Um produtor musical de sucessos com mais de 150 milhões de views em faixas próprias, músicas com seus beats e suas produções, Mãolee cresceu ouvindo o gênero soul, uma influência de seu pai, funk e samba pela sua criação na Rua Cardoso Junior, um dos principais pontos da boemia na Zona Sul do Rio de Janeiro. Foi percussionista em blocos de carnaval e na adolescência começou a frequentar bailes de charme e funk. Ainda hoje, é influenciado por esses gêneros musicais cariocas e realiza produções que passam pelo boom bap, pagode e trap.
Juntamente com o Filipe Ret, Mãolee lançou o projeto Numa Margem Distante. As apresentações começaram a ganhar mais frequência no cenário de underground hip hop e a ideia de lançarem um selo independente se fortaleceu. Em 2011, os dois criaram a Tudubom Records. No primeiro disco de Filipe Ret, intitulado VIVAZ, emplacou nas rádios a música Neurótico de Guerra.
Em 2024, Mãolee lançou o álbum solo "Confia" que possui a participação de BK', Filipe Ret, L7NNON, TZ da Coronel, entre outros artistas da cena musical brasileira.

## Discografia

### Discos com Filipe Ret
- 2009 - Numa Margem Distante
- 2012 - Vivaz
- 2015 – Revel
- 2018 - Audaz

### Álbuns Solo
- 2018 - Bendito
- 2019 - Mano Não Toca na Lace

### Videoclipes
- 2018 - Tchotchomary (com MC Pocahontas, Mode$tia, Don Cesão, Yannick, Gutierrez, Filipe Ret e Akira)

### Prêmios
- Finalista na categoria melhor no Prêmio FM O Dia 2015

- YouTube Silver Play Button Rewards